# Steve Keen

Steve Keen

Steve Keen (* 28. März 1953 in Sydney) ist ein australischer Wirtschaftswissenschaftler. Bis 2013 war er ordentlicher Professor für Volkswirtschaftslehre an der University of Western Sydney. Seit dem September 2014 ist er Leiter des wirtschaftswissenschaftlichen Fachbereiches (Head of School of Economics, History and Politics) der Kingston University in London. Seit dem Dezember 2005 warnte er vor einer bevorstehenden globalen Finanz- und Staatsschuldenkrise. Keen ist ein Kritiker der neoklassischen Theorie, aber auch des Marxismus. Beiden Gesellschaftstheorien wirft er Inkonsistenz, unwissenschaftliches Verhalten und das Festhalten an empirisch widerlegten Behauptungen vor. Seine wichtigsten Einflüsse sind John Maynard Keynes, der US-Amerikaner Hyman P. Minsky, der italienische Wirtschaftswissenschaftler Piero Sraffa und der österreichische Ökonom Joseph Schumpeter. Keen begegnete Ende der 1980er Jahre an der Universität Sydney Yanis Varoufakis und ist seitdem persönlicher Freund des Ökonomen, der von Januar bis Juli 2015 griechischer Finanzminister war.

## Keens Kritik an der neoklassischen Theorie der Unternehmen
Keen übt Kritik an der Neoklassik, indem er die mathematische Ungültigkeit des Indikators Grenzkosten = Grenzerträge als maßgebliches Merkmal effizienter Märkte zu beweisen versucht. Keens Beitrag Profit Maximization, Industry Structure, and Competition findet eine kritische Erwiderung durch Paul Anglin. Ein die Kritik auslösender Argumentationsfehler wurde in dem Beitrag Rationality in the Theory of the Firm von Standish und Keen konzediert und korrigiert.
Als Stütze von Keens Kritik an der Neoklassik werden verschiedene empirische Resultate angeführt; zum Beispiel eine Studie von Eiteman und Guthrie (1952), die in ihrem Aufsatz zum Ergebnis kommen, dass 89 % der untersuchten realen Unternehmen sich keinesfalls gemäß der neoklassischen Sichtweise verhielten. Kritiker werfen ihm ein Unverständnis der Wirtschaftstheorie vor.

## Finanzielle Instabilität und Schulden-Deflation
In seinen neueren Arbeiten konzentriert sich Keen darauf, Hyman Minskys Hypothese der finanziellen Instabilität zu modellieren. Diese besagt, dass ein zu großer Schuldenanteil am Bruttonationaleinkommen Deflation und Konjunkturtiefs verursachen kann. Keen sagte auf dieser Basis als einer von wenigen Ökonomen 2006 eine Wirtschaftskrise voraus. Allerdings kam es in seinem Heimatland Australien, auf das sich seine Prognose bezog, zu keiner Wirtschaftskrise. Keen argumentiert, dass die aktuelle globale Krise durch die zu hohe, private Verschuldung von Unternehmen und Haushalten verursacht wurde. Nachdem die Bank für Internationalen Zahlungsausgleich erstmals globale Daten zur Privatverschuldung veröffentlicht hatte, publizierte Keen im März 2016 eine Liste von 7 Ländern, für die in den nächsten 1–3 Jahren eine Schuldenkrise wahrscheinlich sei (China, Australien, Schweden, Hong Kong, Korea, Kanada und Norwegen).

## Auszeichnungen
- Revere Award for Economics[19]
- BusinessDay forecaster of the year (dreimal)[20]

## Veröffentlichungen
Monographien und Sammelbände
- mit William A. Barnett, Carl Chiarella, Robert Marks & Hermann Schnabl (Hrsg.): Commerce, Complexity and Evolution. Topics in Economics, Finance, Marketing, and Management: Proceedings of the Twelfth International Symposium in Economic Theory and Econometrics. Cambridge University Press, New York 2000, ISBN 0-521-62030-9.
- Debunking Economics: The Naked Emperor of the Social Sciences. Pluto Press Australia, 2001, ISBN 1-86403-070-4; überarbeitete und erweiterte Neuausgabe Zed Books, 2011, ISBN 1-84813-992-6
  - Rezension von Danny Yee, März 2009
- The New Economics. A Manifesto. John Wiley & Sons, Hoboken 2021, ISBN 978-1-5095-4529-2.
  - deutschsprachige Ausgabe: Für eine Neue Ökonomik. Ein Manifest. Edition Makroskop. Promedia, Wien 2024, ISBN 978-3-85371-538-3.

Einzelbeiträge
- mit Mauro Gallegati, Thomas Lux & Paul Ormerod: Worrying trends in econophysics. In: Physica A. Nr. 370, 2006, S. 1–6 (PDF; 121 KB)
- mit Russell Standish: Profit maximization, industry structure, and competition: A critique of neoclassical theory. In: Physica A. Nr. 370, 2006, S. 81–85 (PDF; 171 KB)
- Deeper in Debt. Australia’s Addiction to Borrowed Money. In: Centre for Policy Development (Hrsg.): Occasional Papers. No. 3, 2007, ISSN 1835-0135 (PDF; 1 MB)
- Warum Wirtschaftslehrbücher die Standard-Theorie des Unternehmens nicht mehr unterrichten dürfen. In: Bernd Luderer (Hrsg.): Die Kunst des Modellierens. Mathematisch-Ökonomische Modelle. Vieweg + Teubner, Wiesbaden 2008, ISBN 978-3-8351-0212-5